# Carmelo de São Nuno de Santa Maria (Crato)
O Carmelo de São Nuno de Santa Maria ou, simplesmente, Carmelo do Crato, é um convento de clausura monástica de Monjas Descalças da Ordem da Bem-Aventurada Virgem Maria do Monte Carmelo localizado na vila do Crato, distrito de Portalegre, em Portugal.
Este convento carmelita foi consagrado a São Nuno de Santa Maria (Dom Nuno Álvares Pereira), conhecido como "o Santo Condestável".